# 逃出熔炉
是2013年上映的一部美国動作驚悚片，由史考特·庫柏执导，克里斯汀·貝爾主演。是一部关于蓝领工人家庭的电影。

## 剧情
贝尔扮演一名有犯罪前科的钢铁厂工人拉塞尔·贝兹，其弟弟罗德尼·贝兹由于参加搏击赛而欠下债务，最终被大反派毒枭哈伦·德格罗特所杀，因此拉塞尔最后前去寻找哈伦并为弟报仇。

## 演員
- 克里斯汀·貝爾 - Russell Baze，钢铁厂工人，因交通肇事导致另一司机死亡而坐牢
- 卡西·阿弗莱克 - Rodney Baze, Jr.，曾当过兵，喜欢搏击赛，被哈伦所杀
- 伍迪·哈里森 - Harlan DeGroat，大反派
- 柔伊·莎達娜 - Lena Warren，拉塞尔的女友，在其坐牢后而别人相恋并怀孕
- 佛瑞斯·惠特克 - Wesley Barnes，警察
- 威廉·達佛 - John Petty，负责比赛的人物，他因欠债被哈伦所杀
- 山姆·謝普 - Gerald "Red" Baze，拉塞尔之父
- 波伊德·霍布魯克 - Tattooed Guy，毒贩